# ハロー・マイ・ネーム・イズ・・・
『ハロー・マイ・ネーム・イズ・・・』 ( Hello My Name Is... ) は米国の女優、シンガーソングライターであるブリジット・メンドラーの第1作目となるスタジオ・アルバム。米国で2012年10月22日に発売され、日本では2014年2月5日に発売された。

## 概要
ブリジット・メンドラーのデビューアルバム『ハロー・マイ・ネーム・イズ・・・』は米国で2012年10月22日に発売され日本で2014年2月5日に発売されている。
全ての楽曲の作詞にメンドラーが参加している。スタンダード盤は12曲収録、デラックス盤は15曲収録、日本盤はスタンダード盤に「レディー・オア・ノット」(DJマイク・D・リミックス-エクステンディッド・ミックスショー)【日本盤ボーナス・トラック】が1曲追加され計13曲収録されている。
アルバムは米国ビルボード200チャートで最高30位、ビルボード・トップ・デジタル・アルバム・チャートで最高20位となる。
2012年8月7日アルバムからの先行シングルとして「レディー・オア・ノット」が発売。ビルボードホット100チャートで最高49位、メインストリーム・トップ40チャートで最高26位、ホット・デジタル・ソング・チャートで最高34位、ヒートシーカーズ・ソングで最高3位となる。
「レディー・オア・ノット」は米国で50万枚売り上げ2013年1月11日付けでアメリカレコード協会(略称RIAA)からゴールド認定されている。その後100万枚売り上げ6月28日付でプラチナ認定されている。
セカンド・シングル「ハリケーン」は2013年2月12日発売され、Canadian Hot 100チャートで最高81位となる。
その後、50万枚売り上げ2014年2月11日付でRIAAからゴールド認定されている。

## 収録曲
| #         | タイトル                                         | 作詞・作曲 | プロデューサー                                         | 時間  |
| --------- | ------------------------------------------------ | --- | ------------------------------------------------------ | ----- |
| 1.        | 「レディー・オア・ノット」                       | ブリジット・メンドラー、エマニュエル "エマン" キリアコウ、エヴァン・キッド・ボガート、トム・ベル、ウィリアム・ハート | キリアコウ、アンドリュー・ゴールドスタイン             | 3:21  |
| 2.        | 「フォーゴット・トゥ・ラフ」                     | メンドラー、キリアコウ、ボガート                                                                                     | キリアコウ、ゴールドスタイン                           | 3:09  |
| 3.        | 「トップ・オブ・ザ・ワールド」                   | メンドラー、キリアコウ、ジャイ・マーロン、ローラ・ライア、デイヴィッド・ライアン、フレディ・ウェクスラー             | キリアコウ、ゴールドスタイン                           | 3:28  |
| 4.        | 「ハリケーン」                                   | メンドラー、キリアコウ、ボガート、ゴールドスタイン                                                                   | キリアコウ、ゴールドスタイン                           | 4:03  |
| 5.        | 「シティー・ライツ」                             | メンドラー、マーロン、ライアン、ウェクスラー                                                                         | マーロン、ウェクスラー                                 | 4:00  |
| 6.        | 「オール・アイ・シー・イズ・ゴールド」           | メンドラー、キリアコウ、ゴールドスタイン、プリシラ・レネア                                                           | キリアコウ、ゴールドスタイン                           | 2:53  |
| 7.        | 「ザ・フォール・ソング」                         | メンドラー、キリアコウ、ボガート                                                                                     | キリアコウ、ゴールドスタイン                           | 3:39  |
| 8.        | 「ラヴ・ウィル・テル・アス・ホエア・トゥ・ゴー」 | メンドラー、キリアコウ、マーロン、ライアン、ウェクスラー                                                             | キリアコウ、ゴールドスタイン、マーロン*、ウェクスラー* | 3:22  |
| 9.        | 「ブロンド」                                     | メンドラー、リー・ヘイウッド、ダニエル・プリングル                                                                   | ドリームラブ                                           | 3:08  |
| 10.       | 「ロックス・アット・マイ・ウィンドウ」           | メンドラー、キリアコウ、ボガート、ゴールドスタイン                                                                   | キリアコウ、ゴールドスタイン                           | 3:12  |
| 11.       | 「5:15」                                         | メンドラー、キリアコウ、レネア、ゴールドスタイン                                                                     | キリアコウ、ゴールドスタイン                           | 3:55  |
| 12.       | 「ホールド・オン・フォー・ディア・ラヴ」         | メンドラー、ドネル・ショーン・バトラー、ウェクスラー                                                                 | ウェクスラー                                           | 3:59  |
| 合計時間: | 合計時間:                                        | 合計時間: | 合計時間:                                              | 42:09 |

| #         | タイトル                     | 作詞・作曲                                                   | 時間  |
| --------- | ---------------------------- | ------------------------------------------------------------ | ----- |
| 13.       | 「ウィー・アー・ダンシング」 | メンドラー、ジョシュ・アレクサンダー、ビリー・スタインバーグ | 3:10  |
| 14.       | 「ポストカード」             | メンドラー、トビー・ガッド                                   | 3:25  |
| 15.       | 「クイックサンド」           | メンドラー、キリアコウ、ウェクスラー                         | 3:21  |
| 合計時間: | 合計時間:                    | 合計時間:                                                    | 52:04 |

| #   | タイトル | 作詞・作曲 | 時間 |
| --- | --- | --- | ---- |
| 13. | 「レディー・オア・ノット」((DJマイク・D・リミックス-エクステンディッド・ミックスショー)【日本盤ボーナス・トラック】) | ブリジット・メンドラー、エマニュエル・キリアコウ、エヴァン "キッド" ボガート、アンドリュー・ゴールドスタイン、トム・ベル、ウィリアム・ハート | 3:35 |

(*) は共同プロデューサーを表している

## 受賞歴
| タイトル                                   | 年   | カテゴリ                               | 題名                   | 結果       | 参照   |
| ------------------------------------------ | ---- | -------------------------------------- | ---------------------- | ---------- | ------ |
| ポップ・クラッシュ・アワード               | 2012 | About to Pop (最優秀楽曲)              | レディー・オア・ノット | 受賞       | [ 19 ] |
| ポップ・ダスト・アワード                   | 2012 | 2012年の最優秀100曲                    | レディー・オア・ノット | 第9位      | [ 20 ] |
| ショーティ・アワード                       | 2013 | 最優秀楽曲                             | レディー・オア・ノット | ノミネート | [ 21 ] |
| ラジオ・ディズニー・ミュージック・アワード | 2013 | 最優秀アコースティック・パフォーマンス | レディー・オア・ノット | 受賞       | [ 22 ] |
| ラジオ・ディズニー・ミュージック・アワード | 2013 | 最優秀ミュージック・ビデオ             | レディー・オア・ノット | ノミネート | [ 22 ] |
| ワールド・ミュージック・アワード           | 2013 | 最優秀楽曲                             | レディー・オア・ノット | ノミネート | [ 23 ] |
| ワールド・ミュージック・アワード           | 2013 | 最優秀ビデオ                           | レディー・オア・ノット | ノミネート | [ 23 ] |
| MTVヨーロッパ・ミュージック・アワード      | 2013 | ベストプッシュ                         | レディー・オア・ノット | ノミネート | [ 24 ] |
| ポップボード・アワード                     | 2013 | 最優秀ミュージック・ビデオ             | ハリケーン             | 受賞       | [ 25 ] |
| ワールド・ミュージック・アワード           | 2014 | 最優秀ビデオ                           | レディー・オア・ノット | ノミネート | [ 26 ] |
| ワールド・ミュージック・アワード           | 2014 | 最優秀楽曲                             | レディー・オア・ノット | ノミネート | [ 27 ] |

## チャートおよび認定
| チャート (2012年-2013年)      | 最高順位 |
| ----------------------------- | -------- |
| アルゼンチン (CAPIF)          | 14       |
| オーストラリア (ARIAチャート) | 58       |
| 中国 (Sino チャート)          | 7        |
| フランス (SNEP)               | 95       |
| ポーランド (ZPAV)             | 17       |
| スペイン (プロムシカエ)       | 26       |
| 英国 (OCC)                    | 107      |
| 米国 ビルボード200            | 30       |
| 米国 Digital Albums           | 20       |

| チャート (2013年)    | 最高順位 |
| -------------------- | -------- |
| アルゼンチン (CAPIF) | 100      |

| 国/地域                                             | 認定     | 認定/売上数 |
| --------------------------------------------------- | -------- | ----------- |
| アルゼンチン (CAPIF)                                | ゴールド | 20,000      |
| * 認定のみに基づく売上数 ^ 認定のみに基づく出荷枚数 |          |             |

## 各国の発売日
| 国名             | 日付           | 規格                                 | レーベル                                   |
| ---------------- | -------------- | ------------------------------------ | ------------------------------------------ |
| 米国             | 2012年10月22日 | スタンダード、 デラックス            | ハリウッド                                 |
| カナダ           | 2012年10月23日 | スタンダード                         | ハリウッド                                 |
| オーストラリア   | 2012年10月26日 | スタンダード                         | ハリウッド                                 |
| ニュージーランド | 2012年10月26日 | スタンダード                         | ハリウッド                                 |
| アルゼンチン     | 2013年2月19日  | スタンダード                         | ユニバーサル ミュージック                  |
| ブラジル         | 2013年2月26日  | スタンダード                         | ユニバーサル ミュージック                  |
| スペイン         | 2013年2月26日  | スタンダード                         | ユニバーサル ミュージック                  |
| 英国             | 2013年3月18日  | スタンダード、 デラックス            | ハリウッド                                 |
| イタリア         | 2013年4月9日   | スタンダード                         | ユニバーサル ミュージック                  |
| ポルトガル       | 2013年4月15日  | スタンダード                         | ユニバーサル ミュージック                  |
| ドイツ           | 2013年7月19日  | スタンダード                         | ユニバーサル ミュージック グループ         |
| トルコ           | 2013年7月15日  | スタンダード                         | ハリウッド                                 |
| 日本             | 2014年2月5日   | スタンダード、ジャパン・エディション | エイベックス・ミュージック・クリエイティヴ |